# He-Man i Gospodari svemira (TV serija, 2002.)
He-Man i Gospodari svemira (eng. He-Man and the Masters of the Universe), američko-kanadska televizijska animirana serija koju je stvorio animacijski studio Mike Young Productions u suradnji s Michaelom Halperinom koji je stvorio i originalnu seriju iz 1980-ih te je uglavnom bila unaprijeđenje prethodne animirane serije, zanemarujući Nove pustolovine He-Mana s početka 1990-ih, koje nisu bile naročito dobro primljene kod televizijske publike. Ovom serijom je Mattel pokušao revitalizirati liniju igračaka Gospodari svemira i oživjeti franšizu koja je bila u padu od kraja 1980-ih godina.
Serija je bila premijerno prikazana na programu Cartoon Networka između 16. kolovoza 2002. i 10. siječnja 2004. godine. Važnost serije bila je u tome što je radnja ponovno bila vraćena na planet Eterniju te je dala novi uvid u originalne likove, prikazujući njihovu životnu priču kako bi na taj način prikazala njihovu motivaciju i kako su postali ono što jesu. Animirana serija je prikazala kako je tinejdžer, princ Adam, došao u posjed Mača Moći i postao He-Man, najmoćniji čovjek u svemiru. Također, radnja daje odgovore na brojna druga pitanja koja su ostala neriješena u Filmationovoj originalnoj seriji, poput načina kako je nastao Skeletor.
Zanimljivo je i to što serija na brojnim primjerima odaje priznanje originalnoj seriji pa tako u uvodu svake epizode, princ Adam ponavlja isti uvod kao u originalnoj seriji, ali biva u jednom trenutku prekinut eksplozijom i upadom Zlih ratnika predvođenih Skeletorom.
Serija je imala dvije sezone, od kojih se prva fokusirala na početak priče i prikaz životopisa pojedinih likova te sukob između He-Mana i Skeletora, dok se druga sezona pod novim naslovom Gospodari svemira protiv Ljudi zmija, više bavila oslobađanjem Ljudi zmija pod vodstvom kralja Hsss-a iz druge dimenzije gdje su bili stoljećima zarobljeni i sukobom He-Mana i Herojskih ratnika protiv Ljudi zmija.
Bila je planirana i treća sezona koja bi u priču uključila Hordaka i Zlu Hordu te je Hordak već bio najavljivan u nekoliko epizoda u prethodnim sezonama, ali do realizacije treće sezone nije došla zbog pada gledanosti i osobito zbog opadanja prodaje Mattelovih figurica baziranih na toj seriji.

## Radnja
U prvoj sezoni prikazuje se sukob između zlog čarobnjaka Keldora koji želi ovladati moćima Vijeća staraca i sila dobra pod vodstvom kapetana Randora. Poslije velikog okršaja u Dvorani mudrosti, kapetan Randor je odbacio kiselinu namjenjenu njemu natrag Keldoru kojem je opržila lice te ga je Beast Man odveo iz bitke, a za njim su pobjegli i ostali Zli ratnici. Nakon tog događaja nestalo je Vijeće staraca koje je svoju moć preselilo u kristalnu kuglu moći koja je pohranjena u dvorcu Siva Lubanja. Prije njihova nestanka, Vijeće staraca odredilo je kapetana Randora za kralja Eternije te mu pretkazalo dolazak velikog i moćnog ratnika koji će se pojaviti u trenutku velike potrebe.
Koje desetljeće kasnije, tinejdžer princ Adam oštri svoje vještine s Teelom, praćen budnim okom Man-at-Armsa, koji priča kako su Herojski ratnici protjerali Keldora i njegove pomoćnike na Tamnu hemisferu koju su ogradili, uz pomoć Čarobnice i Man-at-Armsa Mističnim zidom. Keldor, sada zapravo Skeletor, spašen od strane Hordaka koji mu je pojačao magične moći, ruši Mistični zid i odlučuje ponovno osvojiti Eterniju i osvetiti se kralju Randoru. Čarobnica je spoznala opasnost koja prijeti te je pozvala princa Adama u dvorac Siva Lubanja kako bi mu predala Mač moći kojim se može preobraziti u He-Mana, najmoćnijeg čovjeka na svijetu. Iako se isprva opire, Adam preuzima odgovornost na sebe te krijući svoj pravi identitet, kao He-Man pomaže svojim prijateljima, obitelji i čitavoj Eterniji.
U drugoj sezoni, koja je za upola kraća od prve, prati se oslobođenje Ljude zmija i nastojanje kralja Hsss-a da osvoji čitavu Eterniju.

## Glavni likovi
- Mark Acheson – Fisto, Chadzar
- Kathleen Barr – Evil-Lyn
- Lisa Ann Beley – Teela
- Don Brown – Evilseed
- Garry Chalk – Duncan / Man-At-Arms, Whiplash
- Cam Clarke – Princ Adam / He-Man, Kralj Grayskull
- Brian Dobson – Skeletor/Keldor, Buzz-Off, Webstor, Kralj Hiss, Sssqueeze, Ceratus
- Paul Dobson – Man-E-Faces, Snake Face, Trap Jaw, Tri-Klops, Chief Carnivus
- Michael Donovan – Kralj Randor, Count Marzo, Roboto, Hordak (prvi put), Tung Lashor
- Brian Drummond – Odiphus / Stinkor, Tuvar (Drugi dio dvojca Two Bad), Belzar
- Mark Gibbon – Baddhra (Lošiji od Two Bad)
- Christopher Judge – Zodac
- Gabe Khouth – Mekaneck, Orko
- Scott McNeil – Beast Man, Clawful, Mer-Man, Ram-Man, Stratos, Kobra Khan, Calix
- Colin Murdock – Hordak (drugi put)
- Richard Newman – General Rattlor, Lord Dactys, The Faceless One, Azdar
- Nicole Oliver – Kraljica Marlena, Čarobnica Dvorca Siva Lubanja
- John Payne – Sy-Klone, Moss-Man

## Vanjske poveznice
- He-Man i Gospodari svemira (2002. – 2004.) – IMDb (engl.)